# Onthophagus paucigranosus
Onthophagus paucigranosus es una especie de insecto del género Onthophagus, familia Scarabaeidae, orden Coleoptera.

Fue descrita científicamente por Lansberge en 1886.